# Архитектура Северной Македонии

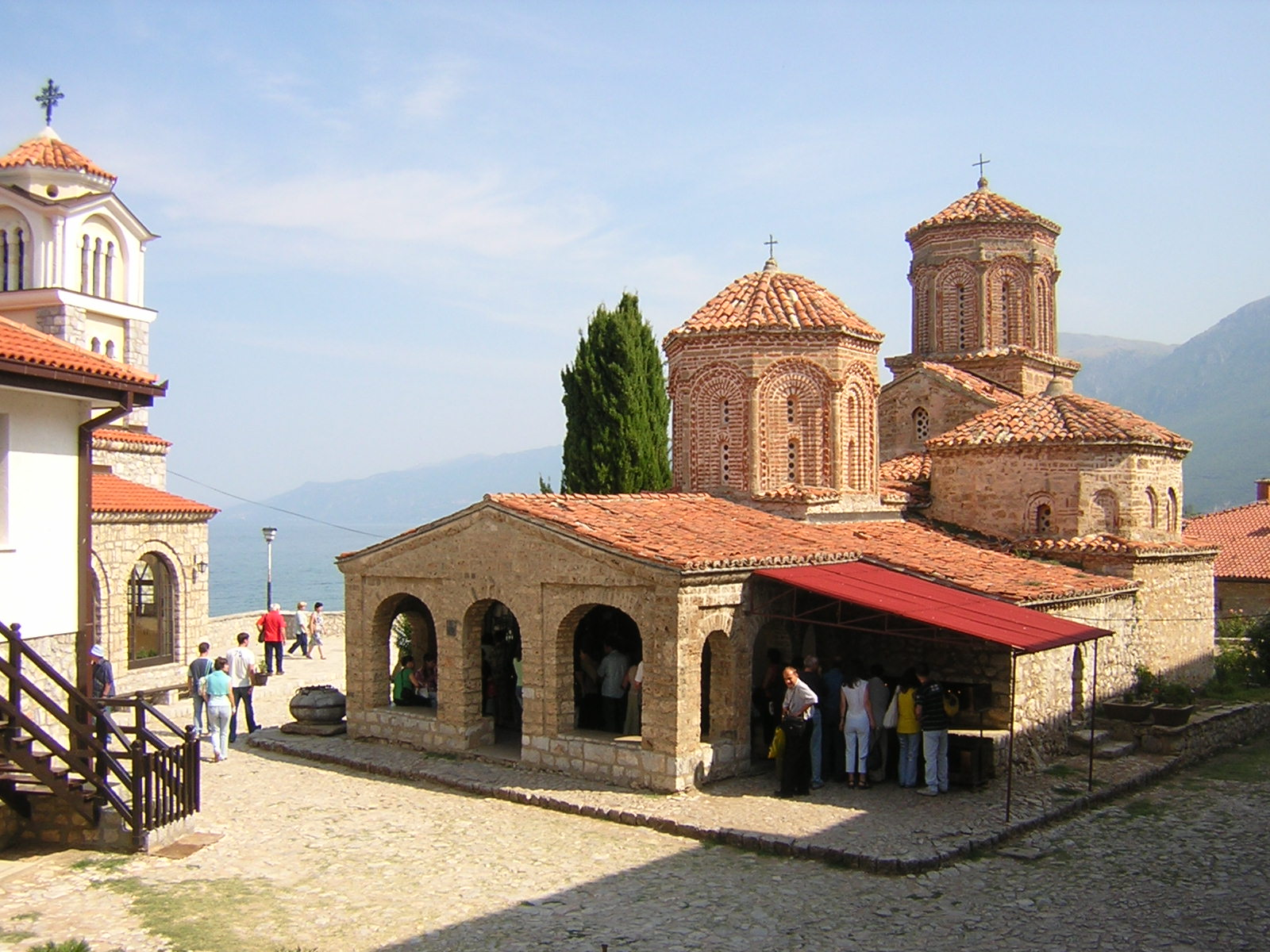
Монастырь Святого Наума, один из многих образцов византийской архитектуры в Македонии.

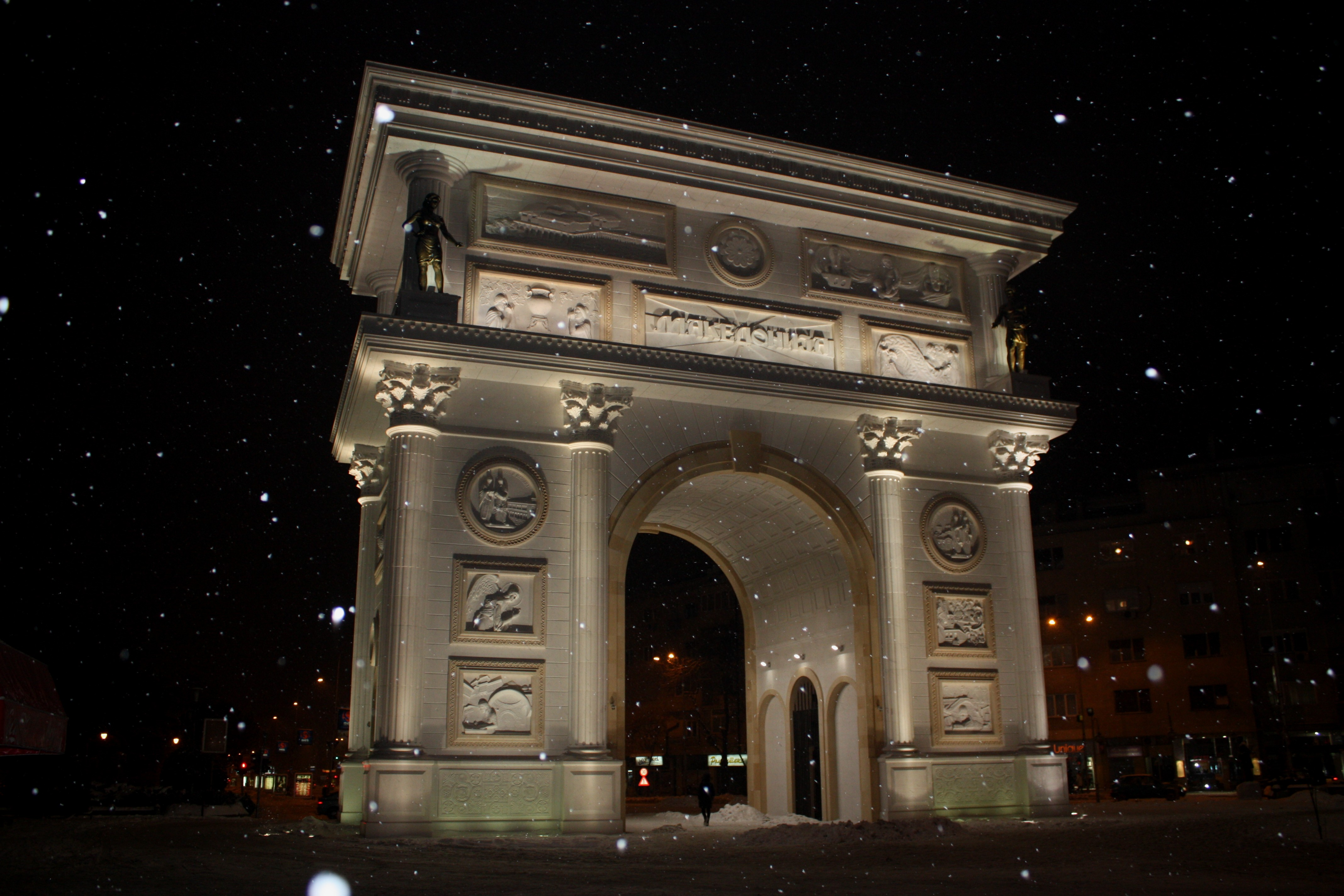
Триумфальная арка «Македония»

Архитектура Северной Македонии относится к архитектуре, когда-то существовавшей на территории современной Северной Македонии.
Народы, населяющие или контролирующие территорию современной Северной Македонии, повлияли на страну во многих отношениях. Ярким примером этого влияния является архитектура. В число таких народов входят паионы, иллирийцы, древние македонцы, римляне, византийцы, болгары, сербы, османы, югославы и этнические македонцы.

## Ранняя архитектура
Самые ранние образцы архитектурной деятельности в Северной Македонии относятся к эпохе неолита и состоят из построек, связанных с культурой мегалита. Кокино — четвёртая старейшая мегалитическая обсерватория в мире. Это место построено из камней, созданных таким образом, чтобы можно было наблюдать за небесными объектами.

## Архитектура Древней Македонии

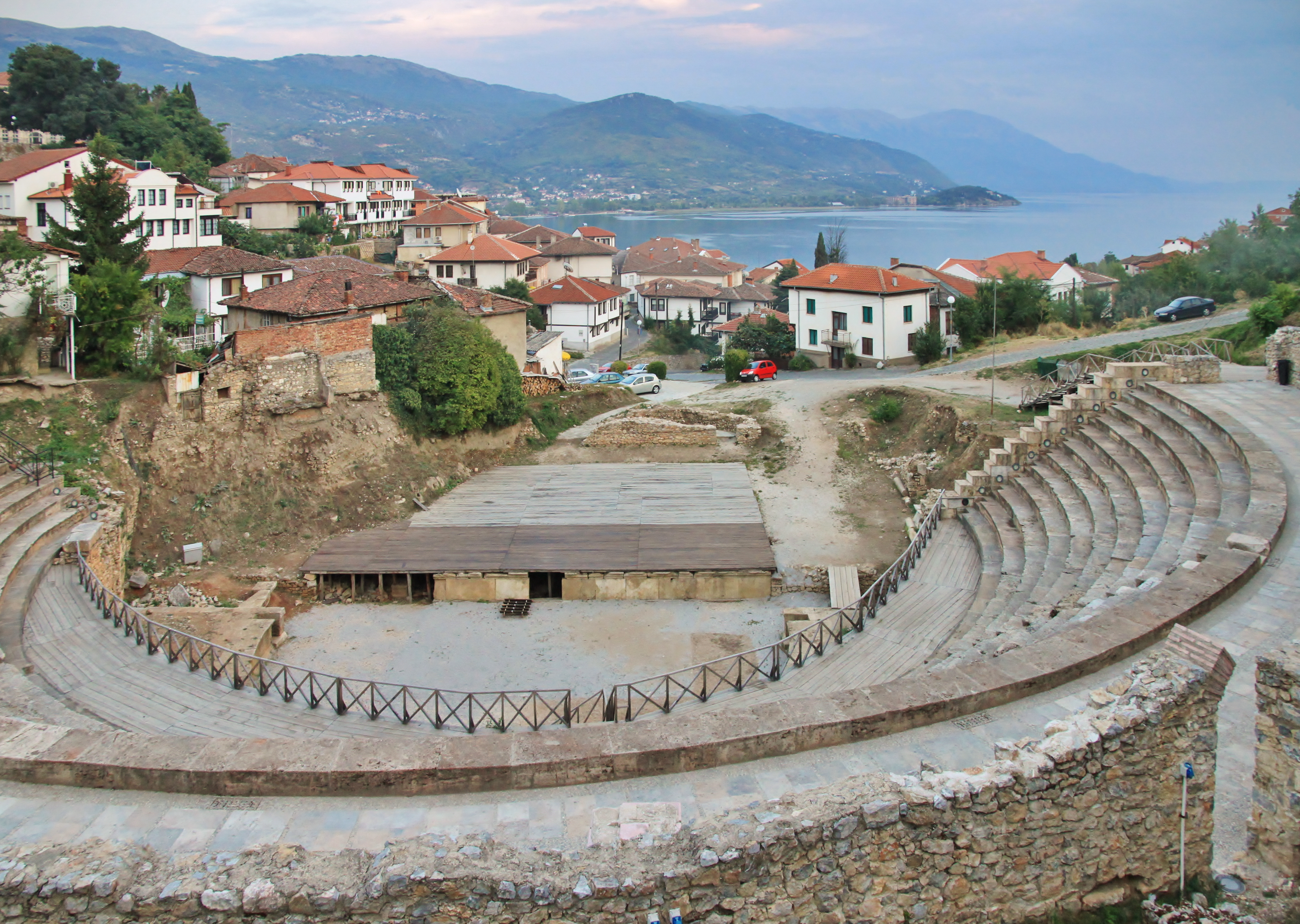
Охридский античный театр

Остатки архитектуры времен Древнего Македонского царства разбросаны по всей Северной Македонии, особенно на юге бывшей территории Македонии.
Гераклея Линкестида, основанная в середине 4-го века до нашей эры, была важным стратегическим городом, так как граничила с Эпиром на западе и царствами Пеонии на севере. Сегодня здесь преобладает римская архитектура из-за уровня раскопок, обнажающих слои с римских времен.
Охридский античный театр, был построен в I веке до нашей эры. Он был частью древнего города Лихнидос. Он реконструирован и используется сегодня. Его расположение между двумя окружающими его холмами защищает его от ветров, которые могут мешать акустике во время выступлений.

## Римская архитектура

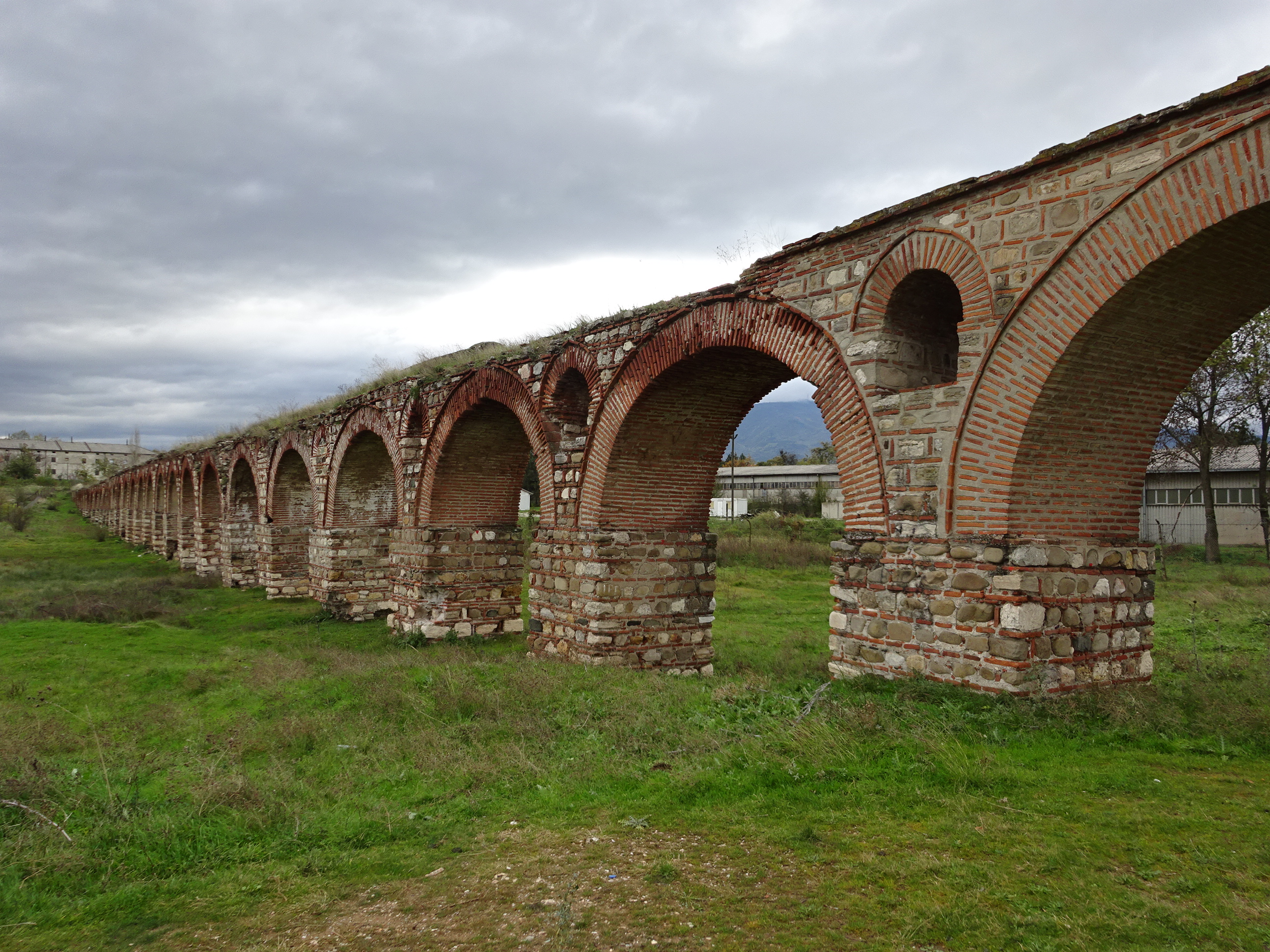
Акведук Скопье

Римская архитектура разбросана по всей стране. В Скопье есть несколько примеров архитектуры этого типа. Один из них — Акведук Скопье, единственное подобное сооружение в Северной Македонии. Он состоит из 55 каменных арок. Другой пример — Скупи, хотя от этого археологического памятника мало что осталось, можно увидеть могилы и театр.
Несмотря на то что Скупи был основан древними македонцами, большинство останков Гераклеи Линкестиды относятся к временам римского владычества (портик и большой театр).
Другие примеры римской архитектуры в Северной Македонии, включают множество римских руин в городе Струмица и его окрестностях. Одна из самых больших — это хорошо сохранившаяся римская терма, построенная в эпоху поздней античности.

## Средневековая болгарская и сербская архитектура
Время от времени с 893 г. н. э. по 13 век, часть или вся сегодняшняя Северная Македония находилась под контролем Первого Болгарского царства и Второго Болгарского царства. Это привело к появлению зданий, сосредоточенных, в частности, в Охриде, который был столицей Первого Болгарского царства с 968/972 по 1018 год нашей эры. Сюда входят исторические церкви и монастыри, такие как Собор Святой Софии, монастырь Святого Наума и Пантелеимонов монастырь.
К 1345 году, король Сербской империи Стефан Душан, захватил более половины Балкан, включая Македонию, и объявил себя новым Цезарем. Сербы правили территорией современной Северной Македонии до конца 14 века. Во время своего правления они построили выдающиеся архитектурные объекты, такие как: монастырь Псача, Маркови Кули и церковь Святого Георгия.

## Византийская архитектура
Византийская архитектура — одна из самых выдающихся архитектурных форм Северной Македонии. Чаще всего его можно увидеть в церквях и монастырях, таких как монастырь Трескавец недалеко от Прилепа.

## Османская архитектура
Османы контролировали территорию современной Македонии около пяти веков. Они оставили свой след в построенных ими мечетях и других исламских зданиях.
Османская архитектура преобладает в некоторых частях Скопье, особенно в старом городе. Мечеть Мустафа-паши — одно из самых известных османских построек в Северной Македонии. Построенная в 1492 году, мечеть имеет квадратную форму, а диаметр купола составляет 16 метров. Столбы свиного зайца украшены сталактитовыми украшениями, типичными для османской архитектуры.
Османскую архитектуру, также можно увидеть в Битоле и Тетово.

## Архитектура 19 века
Примеры неоклассической или барочной архитектуры есть по всей стране, но могут быть редкими и ограничиваться одной структурой на город. Неоклассическую архитектуру, можно увидеть в Скопье (дворец Ристинь). Исключением из этого правила является Битола. Улица Широк Сокак наполнена архитектурой, в стиле неоклассицизма и барокко и готической католической церковью.

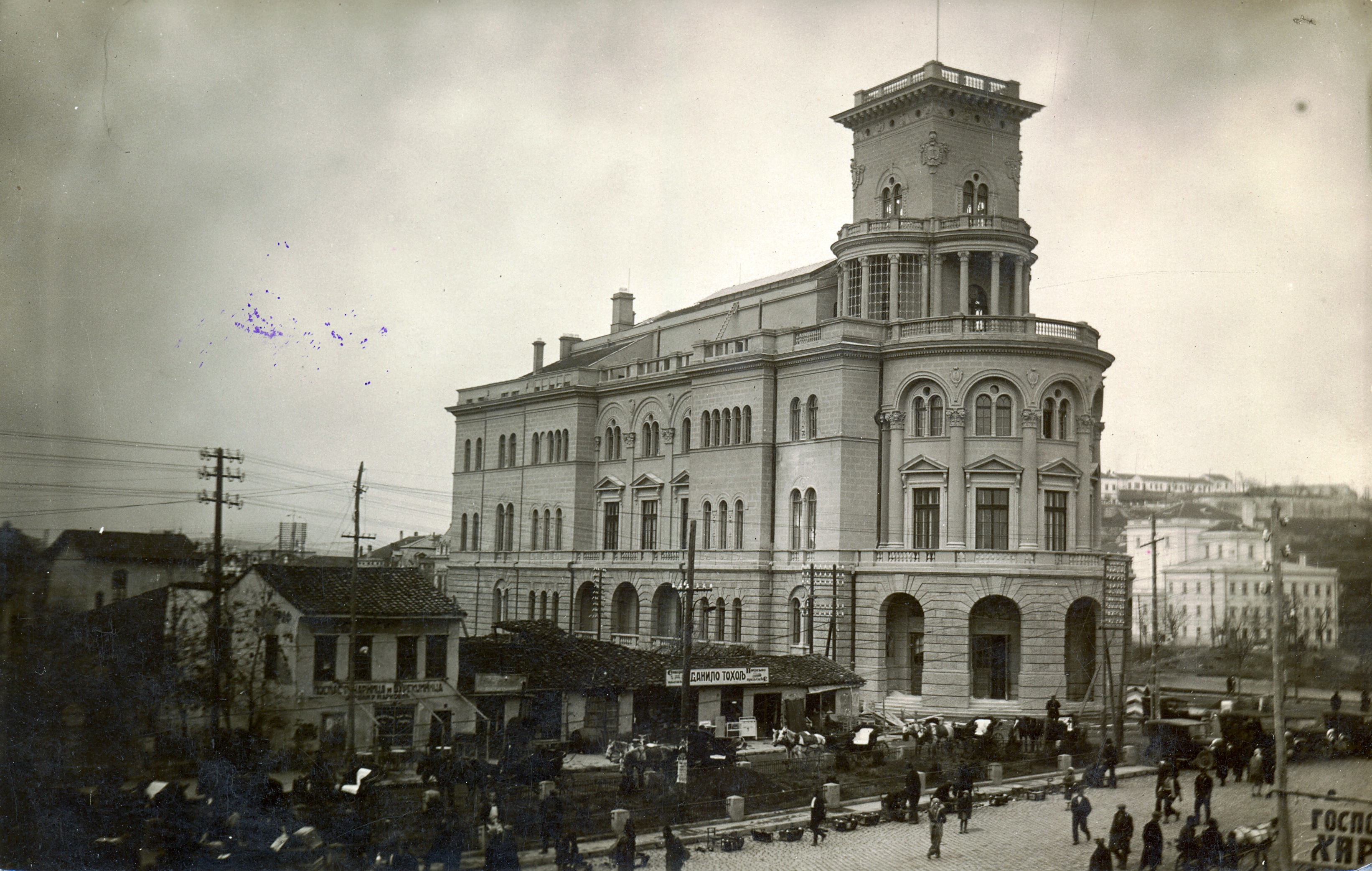
Центр Скопье в 19 веке
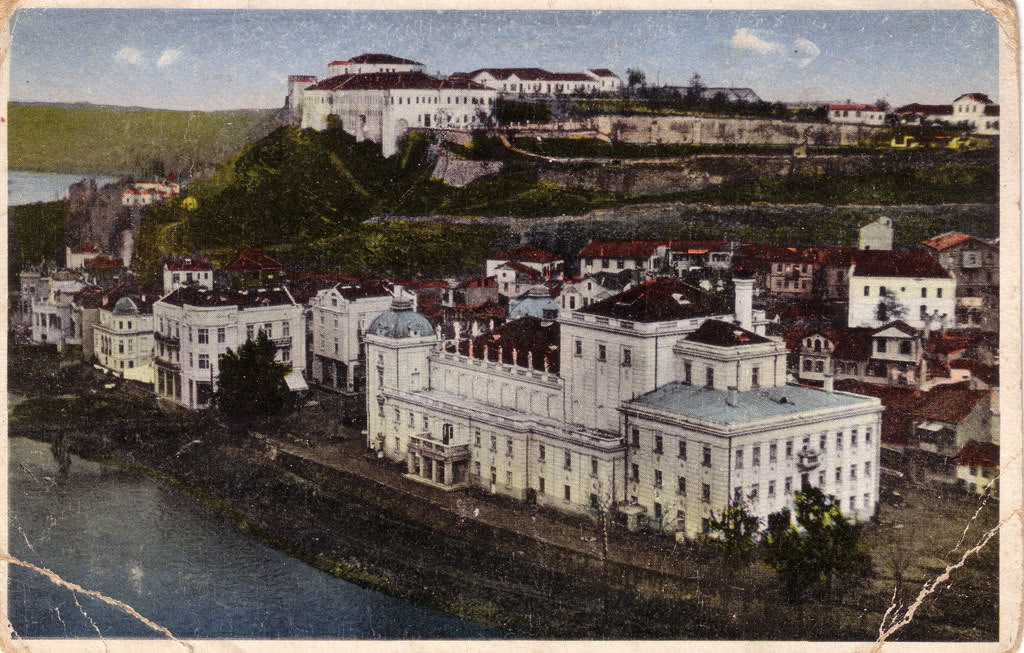
Национальный театр Скопье и крепость Кале до землетрясения 1963 года
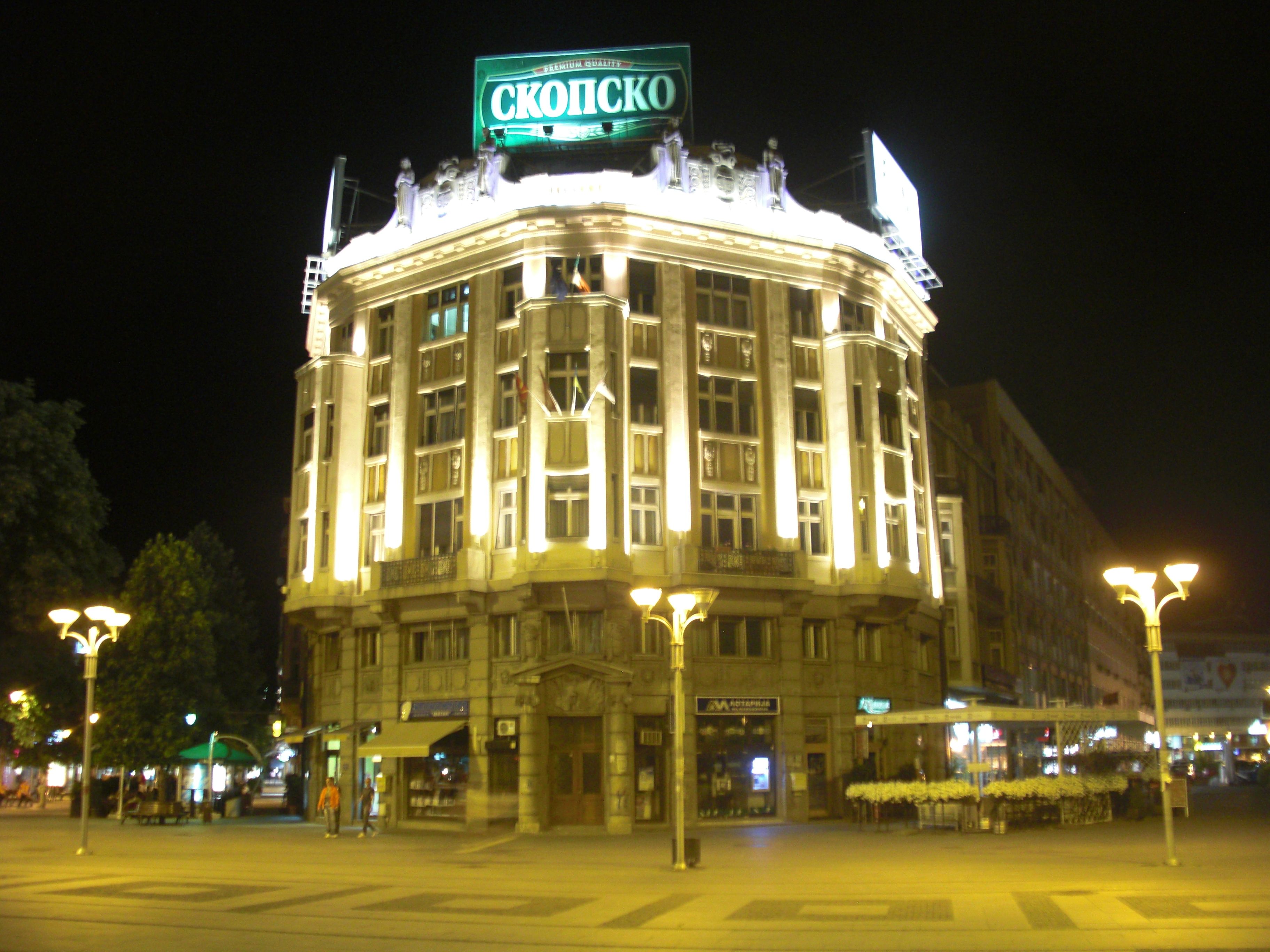
Дворец Ристик в Скопье

## Югославская архитектура

### Межвоенный модернизм
Югославская архитектура возникла в первые десятилетия XX века до образования государства; В этот период ряд южнославянских креативщиков, воодушевленных возможностью государственности, организовали в Сербии серию художественных выставок, во имя общей славянской идентичности. После правительственной централизации после создания в 1918 году Королевства Югославия, этот первоначальный энтузиазм снизу вверх начал угасать. Югославская архитектура все больше и больше зависела от все более концентрированной национальной власти, которая стремилась установить единую государственную идентичность.
Начиная с 1920-х годов, югославские архитекторы начали пропагандировать архитектурный модернизм, рассматривая этот стиль как логическое продолжение прогрессивных национальных повествований. Группа архитекторов современного движения, организация, основанная в 1928 году, архитекторами: Браниславом Кодичем, Миланом Злоковичем, Яном Дубовым и Душаном Бабичем. Выступала за широкое распространение современной архитектуры в качестве «национального» стиля Югославии, чтобы преодолеть региональные различия. Несмотря на эти сдвиги, различия в отношениях с Западом сделали принятие модернизма непоследовательным во время Второй мировой войны в Югославии; в то время как самые западные республики Хорватия и Словения, были знакомы с западным влиянием и стремились принять модернизм, долгое время османская Босния оставалась более устойчивой к этому. Из всех югославских городов в Белграде самая высокая концентрация модернистских структур.

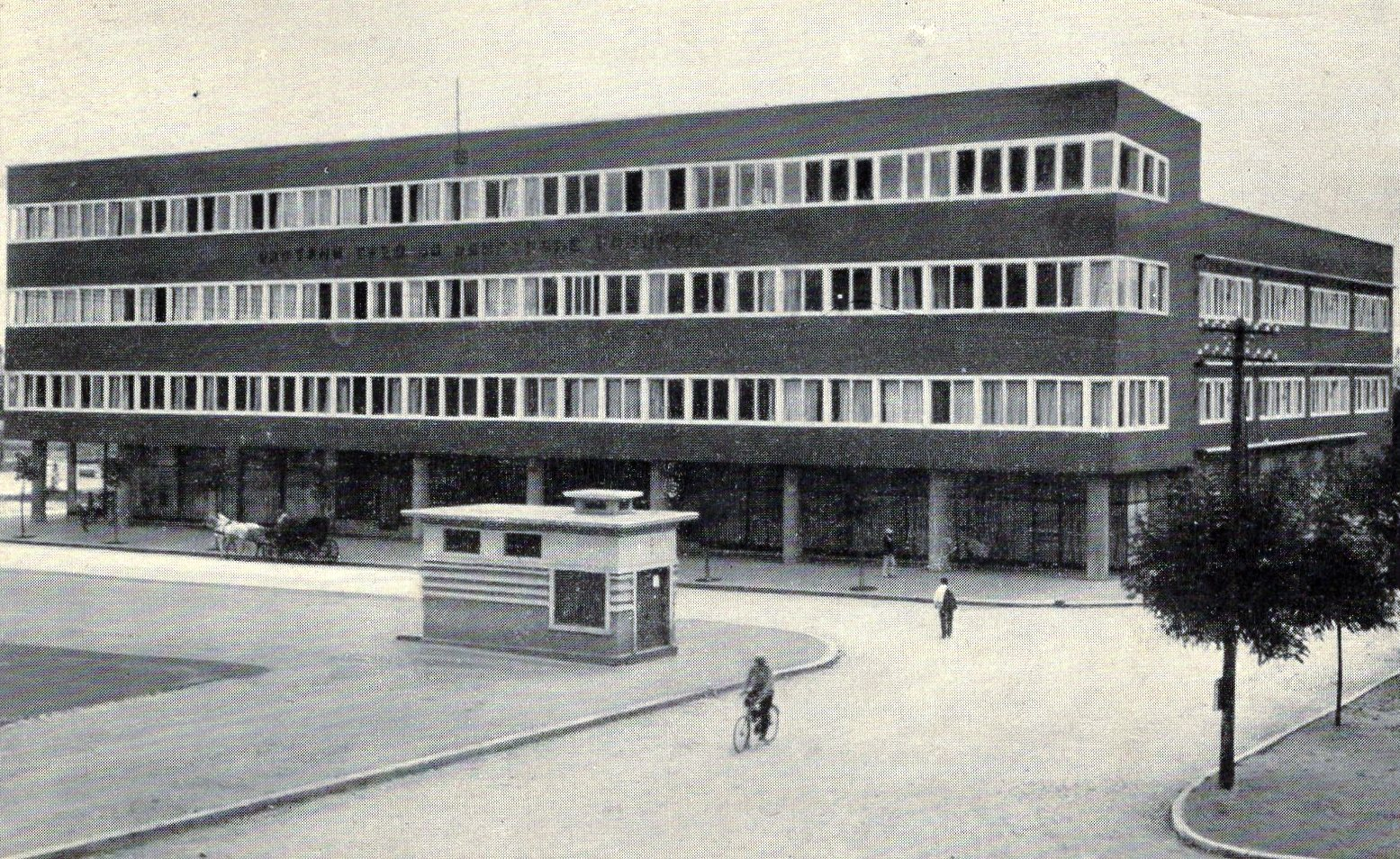
Городская больница Скопье была спроектирована в 1930 году Драго Эблером.
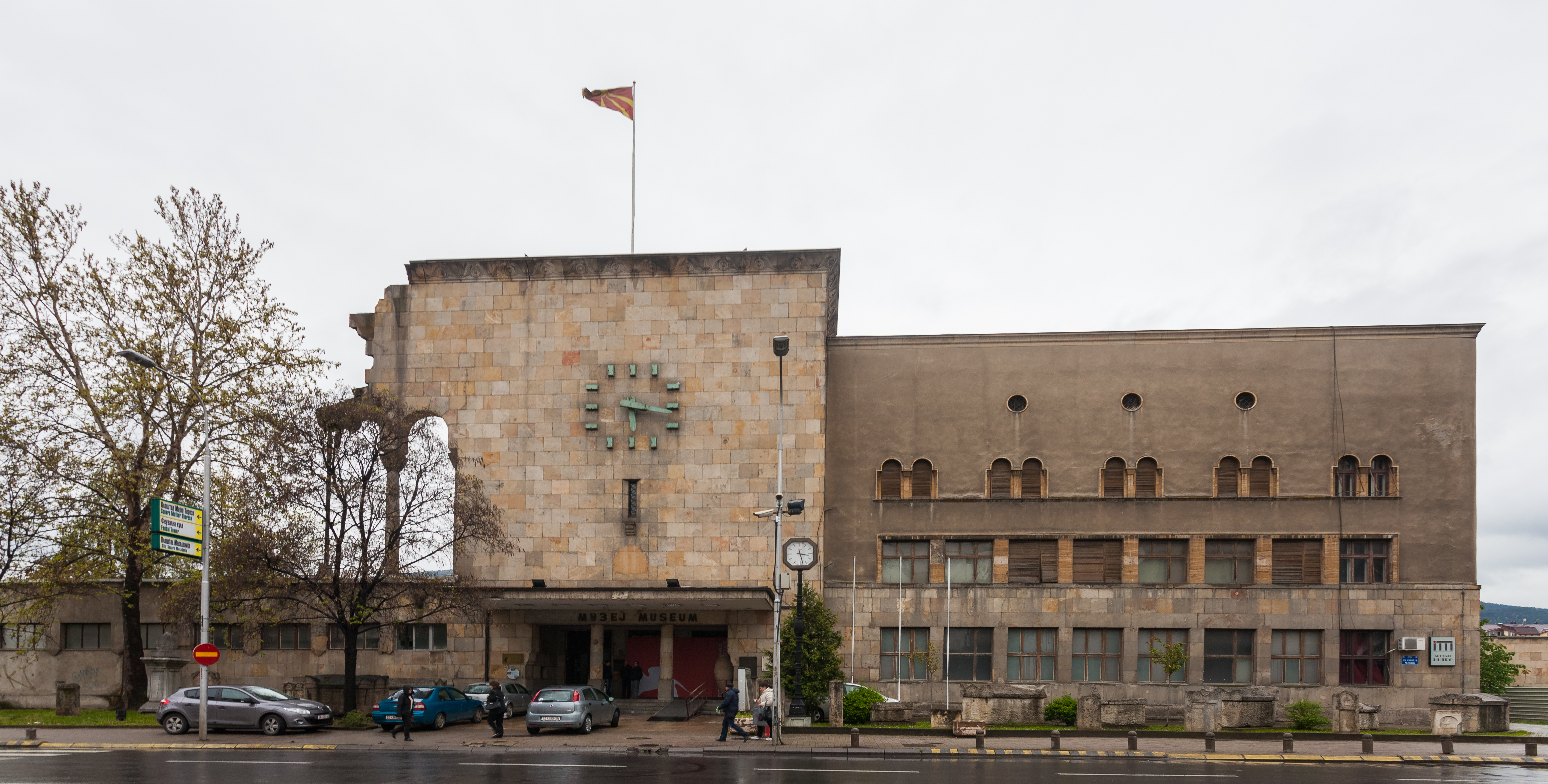
Старый автовокзал Скопье

### Социалистический реализм (1945—1948)
Сразу после Второй мировой войны, кратковременная связь Югославии с Восточным блоком положила начало короткому периоду социалистического реализма. Централизация в рамках коммунистической модели привела к отмене частной архитектурной практики и государственного контроля над профессией. В этот период правящая Коммунистическая партия осудила модернизм как «буржуазный формализм», шаг, который вызвал трения среди довоенной модернистской архитектурной элиты страны.

### Социалистический модернизм
Социалистическая реалистическая архитектура в Югославии внезапно подошла к концу с разрывом Иосипа Броз Тито, в 1948 году со Сталиным. В последующие годы страна все больше обращалась на Запад, возвращаясь к модернизму, который характеризовал довоенную югославскую архитектуру. В эту эпоху модернистская архитектура стала символом разрыва страны с СССР (понятие, которое позже уменьшилось с ростом приемлемости модернизма в Восточном блоке).

### Споменикс
В этот период, югославский разрыв с советским социалистическим реализмом в сочетании с усилиями по увековечиванию памяти Второй мировой войны, привел к созданию огромного количества абстрактных скульптурных военных мемориалов, известных сегодня как споменик.

### Брутализм

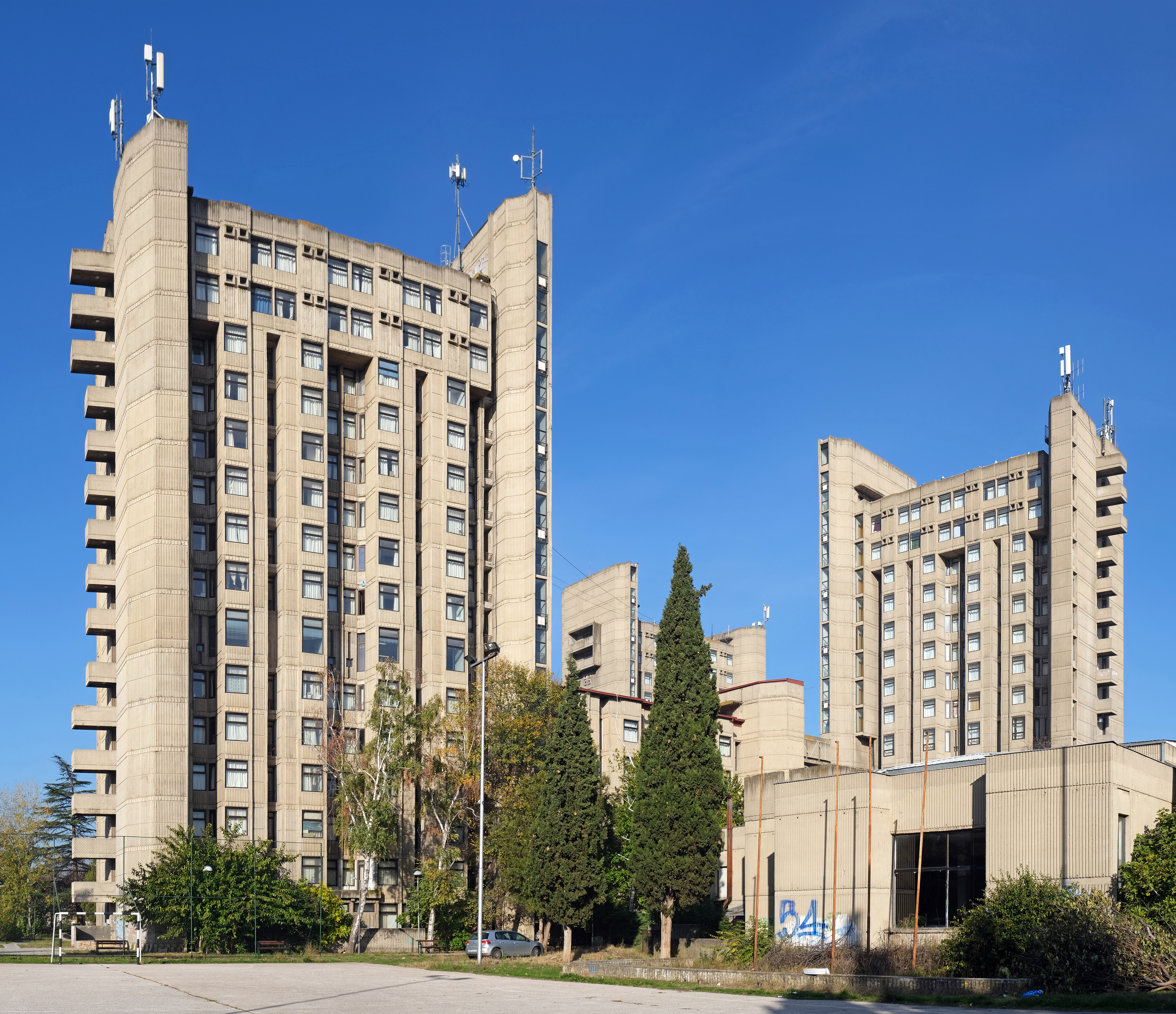
Студенческое общежитие (1971) Георгия Константиновского в Скопье

В конце 1950-х — начале 1960-х годов, брутализм начал собирать последователей в Югославии, особенно среди молодых архитекторов, на эту тенденцию, возможно, повлияло расформирование в 1959 году, Международного конгресса современной архитектуры.
Растущее влияние брутализма в стране наиболее ярко проявилось в усилиях по восстановлению Скопье после разрушительного землетрясения 1963 года. Японский архитектор Кензо Танге сыграл ключевую роль в продвижении брутализма в городе, зайдя так далеко, что предложил полностью изменить дизайн Скопье в этом стиле.

### Децентрализация

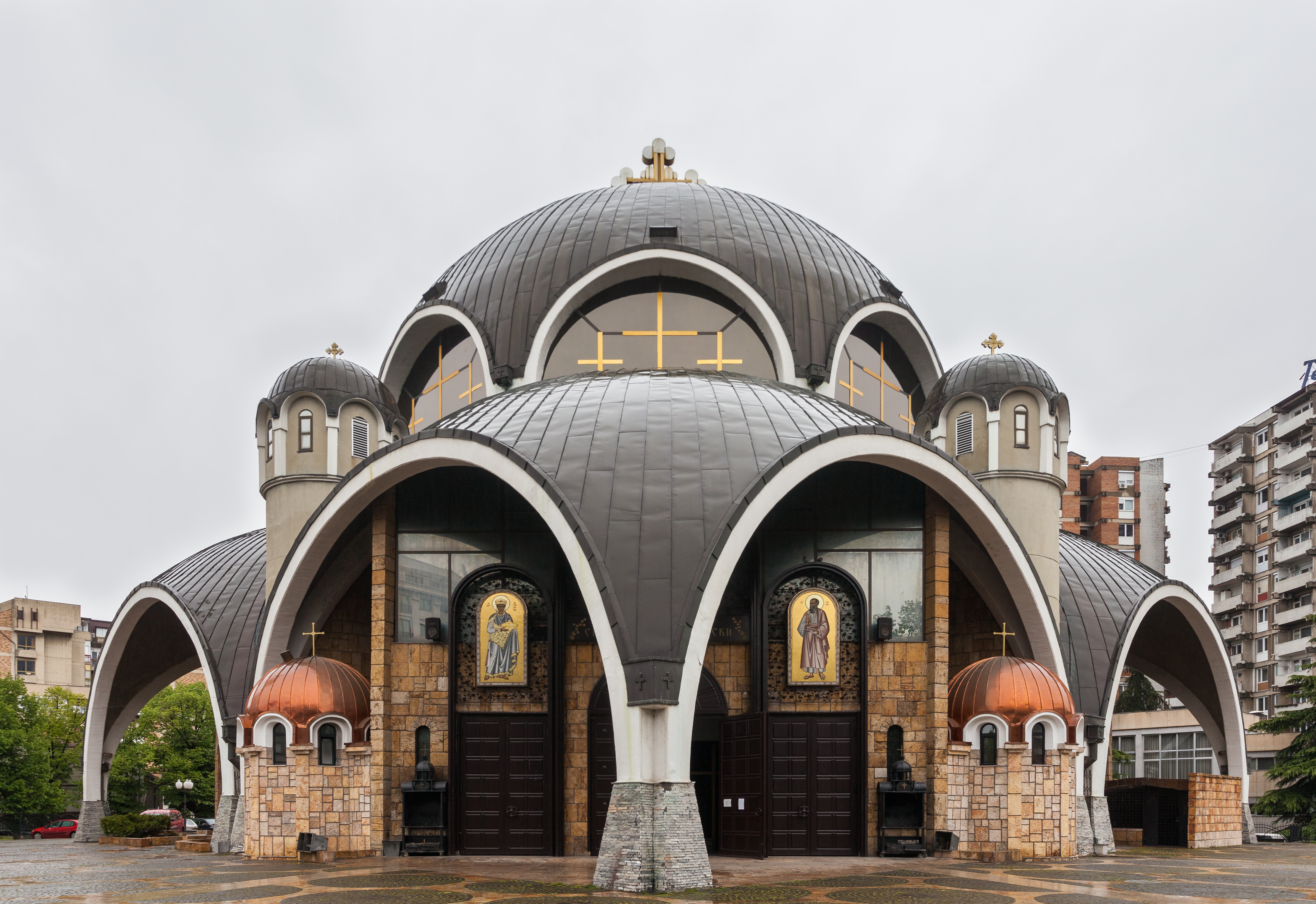
Церковь Святого Климента Охридского (1972 г.) работы Славко Брезовского в Скопье стирает границы между македонской религиозной архитектурой и постмодернизмом.

С политикой децентрализации и либерализации 1950-х годов в СФРЮ архитектура становилась все более раздробленной по этническому признаку. Архитекторы все больше сосредотачивались на строительстве со ссылкой на архитектурное наследие своих отдельных социалистических республик в форме критического регионализма. Растущее различие индивидуальных этнических архитектурных идентичностей в пределах Югославии усугубилось децентрализацией в 1972 году ранее централизованного органа по сохранению исторического наследия, предоставив отдельным регионам дополнительную возможность критически анализировать свои собственные культурные нарративы.

## Современная архитектура
Большинство современных зданий в Северной Македонии расположены в центре Скопье. Одним из примеров является Центр МРТ (национальная телестанция), высота которого достигает 230 футов (70,10 м) (70 м), который был самым высоким зданием в стране до 2013 года, когда были построены башни Cevahir Towers. Примеры современной архитектуры можно найти и в других городах, в основном в Битоле и Гостиваре.

### Скопье 2014

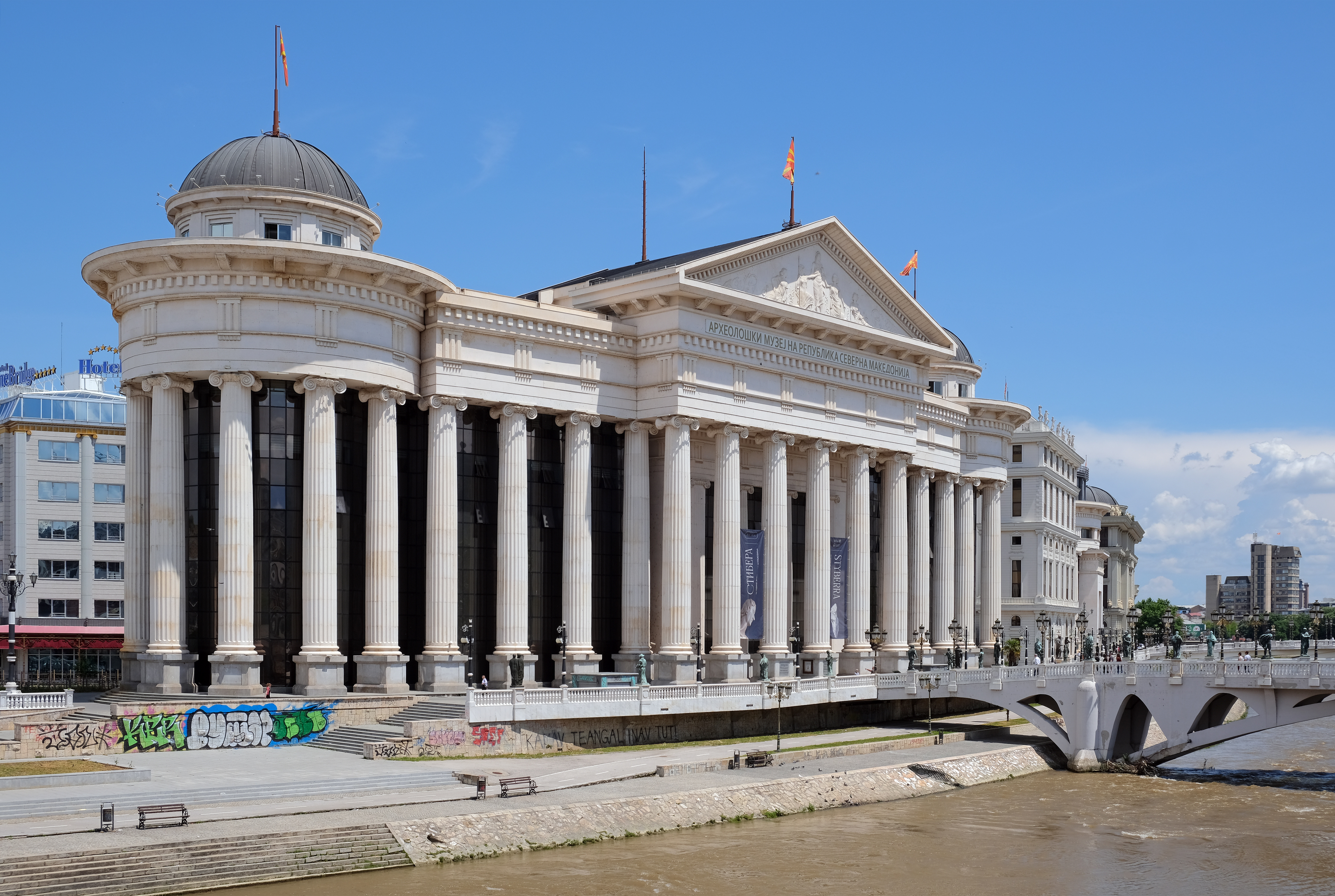
Обновлённый музей археологии

Скопье 2014 — проект, целью которого было придать столице Скопье неоклассическую привлекательность путем строительства нескольких зданий, в основном в неоклассическом стиле, и изменения фасадов модернистских зданий в неоклассический вид, что вызвало критику со стороны архитекторов как китчевого стиля. Влияние проекта продолжает оставаться спорным из-за серьёзного воздействия, которое он оказывает на разрушительные стандарты и руководящие принципы, разработанные международным поколением архитекторов для развития города как архитектурной и социальной экосистемы.